# Siren Head
Siren Head is een cryptide die bedacht is door de Canadese horrorillustrator Trevor Henderson. Hij bedacht het wezen in 2018 waarna Siren Head werd opgepikt door fans van (indie)horror en creepypasta's. Er zijn verschillende games ontwikkeld rond het wezen waaronder Siren Head van ontwikkelaar Modus Interactive en Sirenhead van UndreamedPanic. Ook is Siren Head deel gaan uitmaken van de oorspronkelijk op Silent Hill gebaseerde mod Whispering Hills voor Fallout 4. Vanaf mei 2020 ontstond er een meme gebaseerd op het wezen.
Het door Henderson bedachte wezen is 40 voet (~12 meter) hoog en heeft twee PA-luidsprekers als monden. Siren Head lokt slachtoffers door geluiden te maken of na te bootsen die lijken op publieke mededelingen of stemmen van slachtoffers die het wezen eerder gemaakt heeft. Door het hoge volume van de geluiden kan hij mensen doof maken of zelfs doden. Ook is hij vanwege zijn figuur in staat om op te gaan tussen bomen. De kenmerken van en verhalen rond het wezen worden continu ontwikkeld door fans van het genre.